# Thomas Hansen Erslew
Thomas Hansen Erslew, geboren op 10 november 1803 in Randers, overleden 17 maart 1870 in Kopenhagen, was een Deens literatuurhistoricus en biograaf.
Erslew studeerde af aan de Aalborg Katedralskole in 1821 en werd in 1849 archivaris bij het Deense Ministerie van Kerkelijke zaken. Hij heeft onder andere het Almindeligt Forfatter-Lexicon for Kongeriget Danmark med tilhørende Bilande, fra 1814 til 1840 uitgegeven.

## Externe verwijzingen
- Svend Bruhns, Bibliografiens historie i Danmark, 1700- og 1800-tallet, Aalborg Universitetsforlag, 2004. ISBN 87-7307-681-3.
- Svend Bruhns, "Erslew som nationalbibliograf", s. 94-108 i: Danske Studier, 1990.